# Jacob-Bellecombette
Jacob-Bellecombette is een gemeente in het Franse departement Savoie (regio Auvergne-Rhône-Alpes). De plaats maakt deel uit van het arrondissement Chambéry. Jacob-Bellecombette telde op 1 januari 2022 4.340 inwoners.

## Geografie
De oppervlakte van Jacob-Bellecombette bedroeg op 1 januari 2022 2,47 vierkante kilometer; de bevolkingsdichtheid was toen 1.757,1 inwoners per km².

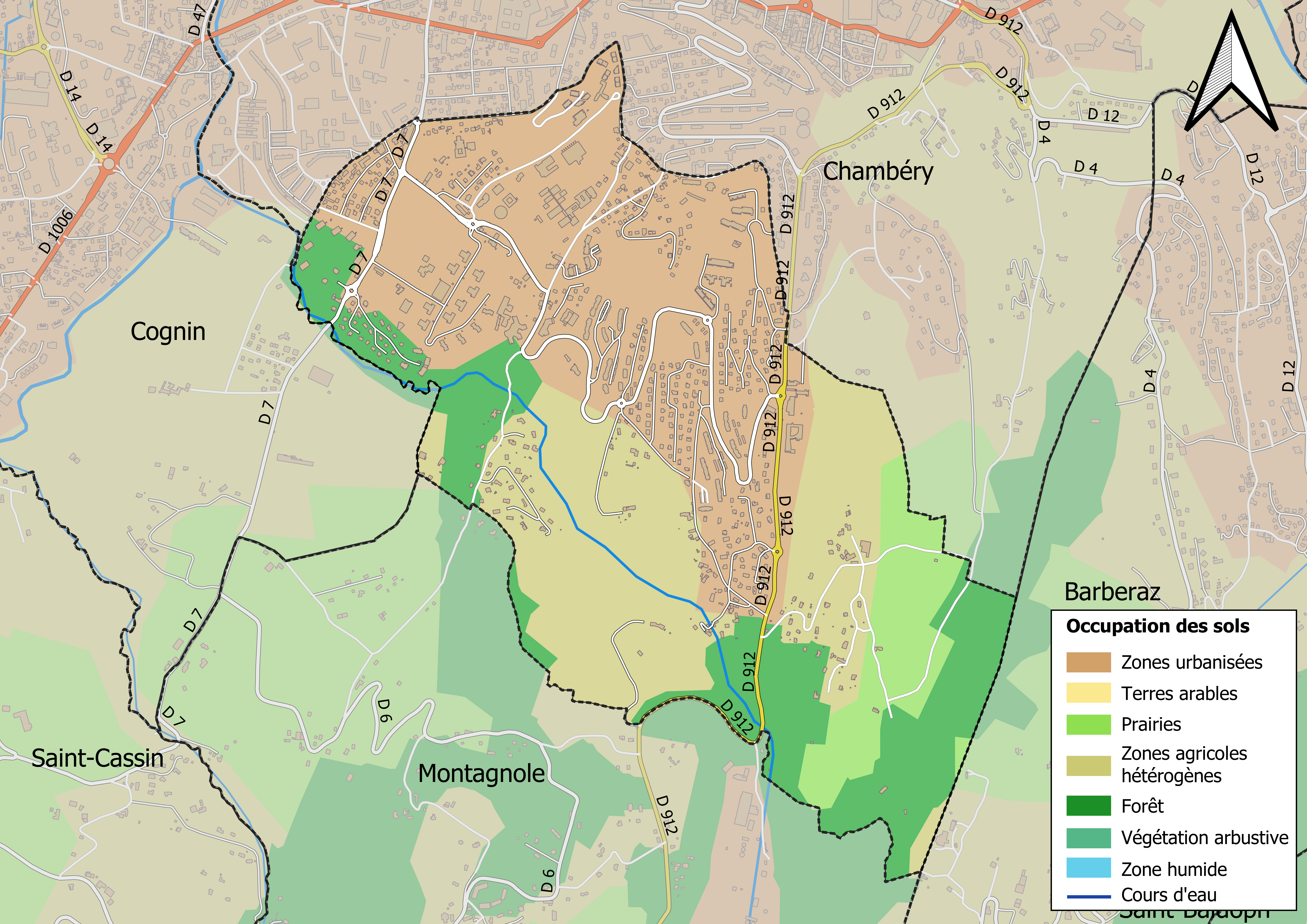
Kaart van de gemeente met de belangrijkste infrastructuur, bodemgebruik en omliggende gemeenten

## Demografie
Onderstaande figuur toont het verloop van het inwonertal (bron: INSEE-tellingen).